# Każda dziewczyna powinna wyjść za mąż
Każda dziewczyna powinna wyjść za mąż (ang. Every Girl Should Be Married) – amerykańska komedia romantyczna z 1948 roku w reżyserii Dona Hartmana. W rolach głównych wystąpili Cary Grant i Betsy Drake (oboje weszli w związek małżeński zaledwie rok po realizacji filmu).

## Fabuła
Sprzedawczyni w domu towarowym Anabel Sims (Betsy Drake) często marzy i myśli o wyjściu za mąż. Gdy przystojny pediatra Madison Brown (Cary Grant) pyta o pomoc w sprawie zakupów, dziewczyna uświadamia sobie, że to właśnie on jest mężczyzną dla niej.
On natomiast nie widzi nic złego w byciu kawalerem, co więcej - jest zadowolony z zachowania tego stanu. Anabel jest bardzo zdeterminowana i robi wszystko, aby zdobyć serce przystojnego lekarza. Zdobywa bardzo dużo informacji na jego temat - dowiaduje się wielu szczegółów - począwszy od tego, gdzie chodził do szkoły, a skończywszy na ulubionych potrawach. Dr Madison szybko wyczuwa jej śmiałe zamiary i robi wszystko co w jego mocy, aby odepchnąć od siebie młodą dziewczynę.
Wiedząc, że Madison zwyczajowo stołuje się w pewnej restauracji, Anabel spodziewając się go w tym miejscu spotkać, dokonuje z odpowiednim wyprzedzeniem rezerwacji miejsca. Aby wzbudzić jego zazdrość, udaje przed nim, że czeka na spotkanie z bardzo zamożnym, trzykrotnie żonatym playboyem - Rogerem Sanfordem (Franchot Tone), który - jak się okazuje - jest jej pracodawcą oraz kolegą Madisona z czasów, kiedy obaj uczęszczali na zajęcia na uniwersytecie. Przypadkowo Roger się odkrywa. Na szczęście dla niej, Roger myśli, że Anabel chce go poznać oraz że właśnie tym celu podstępnie wykorzystuje Madisona. Skomplikowane intrygi jednak zawodzą; uczucia Madisona pozostają niezmienne.
Anabel w celu usidlenia dr Madisona posiłkuje się coraz bardziej pomysłowymi fortelami, ale one również okazują się nieskuteczne. Ostatecznie Roger zakochuje się i prosi ją o rękę. W odpowiedzi Anabel jedynie zaprasza go do siebie na obiad.

## Obsada
|  | Cary Grant jako Dr Madison W. Brown |  | Franchot Tone jako Roger Sanford |
|  | Diana Lynn jako Julie Hudson        |  | Betsy Drake jako Anabel Sims     |

- Alan Mowbray − Pan Spitzer
- Elisabeth Risdon − Siostra Mary Nolan
- Richard Gaines − Sam McNutt
- Harry Hayden − Gogarty
- Anna Q. Nilsson - Sprzedawczyni
- Chick Chandler Harry, barman
- Leon Belasco - Skrzypek
- Fred Essler - Pierre, właściciel restauracji